# 피터 필립스
피터 마크 앤드루 필립스(영어: Peter Mark Andrew Phillips, 1977년 11월 15일~)는 영국의 왕족으로, 프린세스 로열 앤과 그녀의 첫 번째 남편 마크 필립스와의 사이에 태어난 유일한 아들이다. 형제로는 여동생 자라 틴달이 있다.
그는 영국 왕실에서 아무런 왕실 타이틀이나 칭호를 가지고 있지 않지만, 현재 영국 왕위 계승 순위 19위이다. 2008년 결혼한 캐나다인 어텀 켈리는 원래 가톨릭 교도로, 영국 왕위 계승법에 따라 만약 둘이 결혼하게 된다면 피터 필립스는 왕위 계승권을 잃게 된다. 어텀 켈리가 개종을 하여 피터 필립스는 왕위 계승권을 유지하게 되었다. 슬하에 딸 사바나 필립스, 아일라 필립스가 있다.